# Kanton Nocé
Kanton Nocé (francouzsky Canton de Nocé) byl francouzský kanton v departementu Orne v regionu Dolní Normandie. Tvořilo ho 12 obcí. Zrušen byl po reformě kantonů 2014.

## Obce kantonu
- Berd'huis
- Colonard-Corubert
- Courcerault
- Dancé
- Nocé
- Préaux-du-Perche
- Saint-Aubin-des-Grois
- Saint-Cyr-la-Rosière
- Saint-Jean-de-la-Forêt
- Saint-Maurice-sur-Huisne
- Saint-Pierre-la-Bruyère
- Verrières